# Célula principal paratiroidea

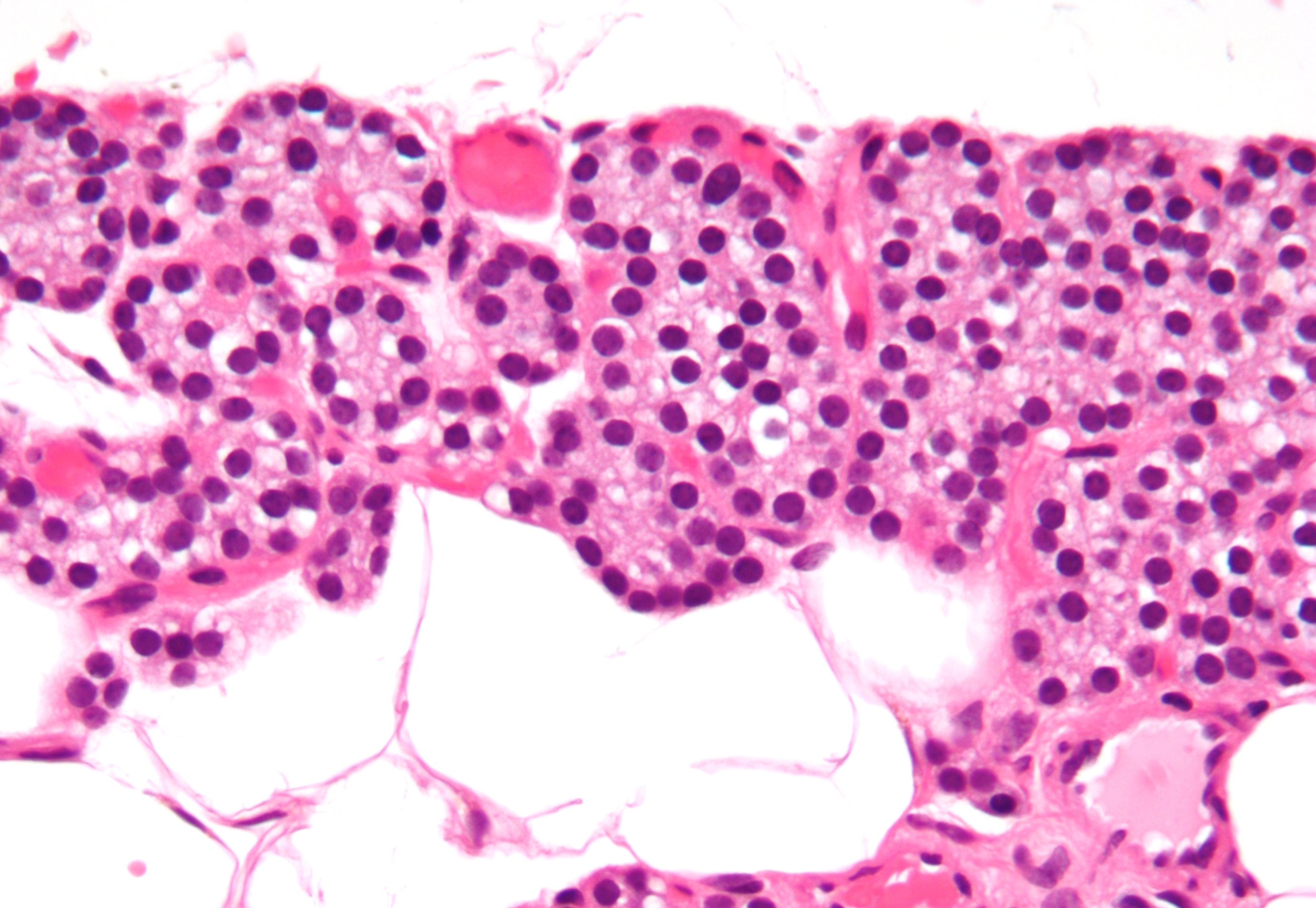
Microfotografía de una glándula paratiroidea. Tinción H&E.

Las células principales paratiroideas (o simplemente células paratiroideas) son aquellas células encargadas de producir la hormona paratiroidea o parathormona (PTH). Forman, junto a las células oxifílicas, las glándulas paratiroides ubicadas en el cuello.
El resultado del aumento de la actividad de estas células a la hora de producir PTH es un aumento considerable de los niveles de calcio en el plasma sanguíneo. Las células paratiroideas son uno de los pocos tipos de células que regulan los niveles de calcio intracelulares como consecuencia de cambios en la concentración extracelular (plasmática) del calcio.
El receptor sensor de calcio (CaSR) es sensible a los aumentos de calcio plasmático y estimula el consumo de calcio de las células principales paratiroideas. Este mecanismo es esencial, ya que forma un bucle de retroalimentación negativa en el cual la secreción de hormona paratiroidea es regulada en respuesta al aumento de calcio extracelular.